# 南非歧鬚鮠
南非歧鬚鮠，為輻鰭魚綱鯰形目倒立鯰科歧鬚鮠屬的其中一種，為熱帶淡水魚，分布於非洲南非淡水流域，體長可達17.5公分，棲息在底中層水域，生活習性不明。